# Dasysphinx ockendeni
Dasysphinx ockendeni är en fjärilsart som beskrevs av Rothschild 1910. Dasysphinx ockendeni ingår i släktet Dasysphinx och familjen björnspinnare. Inga underarter finns listade i Catalogue of Life.